# Paul Ford
Paul Ford Weaver (Baltimora, 2 novembre 1901 – Mineola, 12 aprile 1976) è stato un attore statunitense.

## Filmografia parziale

### Cinema
- La sete dell'oro (Lust for Gold), regia di S. Sylvan Simon e George Marshall (1949)
- Bill il selvaggio (The Kid from Texas), regia di Kurt Neumann (1949)
- Intermezzo matrimoniale (Perfect Strangers), regia di Bretaigne Windust (1950)
- The Missouri Traveler, regia di Jerry Hopper (1958)
- Bella, affettuosa, illibata cercasi... (The Matchmaker), regia di Joseph Anthony (1958)
- Tempesta su Washington (Advise & Consent), regia di Otto Preminger (1962)
- Come ingannare mio marito (Who's Got the Action?), regia di Daniel Mann (1962)
- Questo pazzo, pazzo, pazzo, pazzo mondo (It's a Mad, Mad, Mad, Mad World), regia di Stanley Kramer (1963)
- Arrivano i russi, arrivano i russi (The Russians Are Coming, the Russians Are Coming), regia di Norman Jewison (1966)
- Posta grossa a Dodge City (A Big Hand for the Little Lady), regia di Fielder Cook (1966)
- I commedianti (The Comedians), regia di Peter Glenville (1967)
- Twinky, regia di Richard Donner (1970)
- Richard, regia di Harry Hurwitz (1972)
- Ritorno a Oz (Journey Back to Oz), regia di Hal Sutherland (1972) - voce

### Televisione
- Norby – serie TV, 7 episodi (1955)
- The Phil Silvers Show – serie TV, 143 episodi (1955-1959)
- The Kaiser Aluminum Hour – serie TV, episodio 1x21 (1957)
- The DuPont Show of the Month – serie TV, episodio 1x04 (1957)
- Outlaws – serie TV, episodio 1x20 (1961)
- Alfred Hitchcock presenta (Alfred Hitchcock Presents) – serie TV, episodio 7x01 (1961)
- The Baileys of Balboa – serie TV, 26 episodi (1964-1965)
- Love, American Style – serie TV, 2 episodi (1970-1972)

## Premi
- National Board of Review
  - 1967: miglior attore non protagonista (I commedianti)